# 馬湘蘭

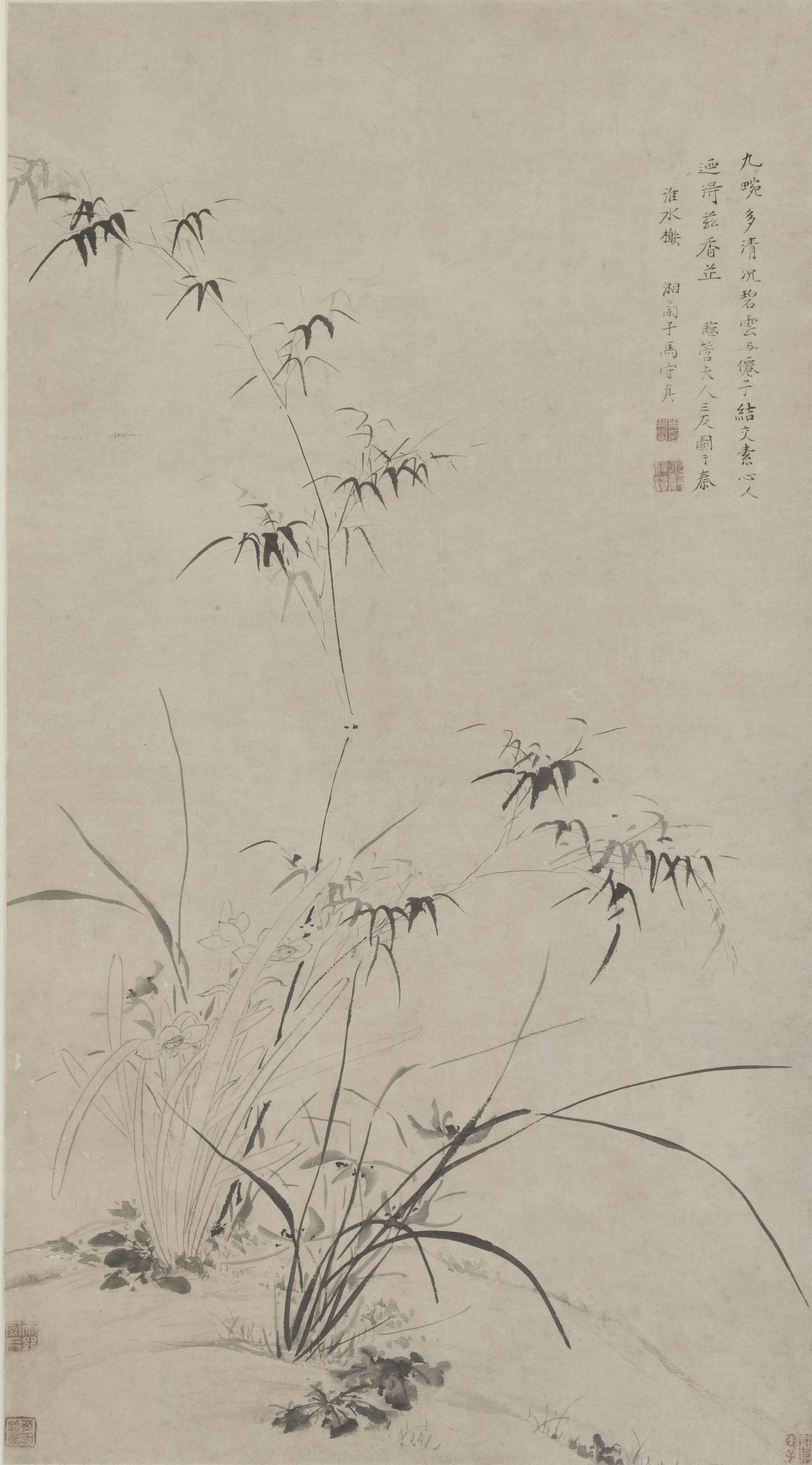
马守真《兰竹水仙图》（北京故宫博物院藏）

馬湘蘭（1548年—1605年），名守真，字湘蘭，小字玄兒，又字月嬌。生於南京，明代歌妓、女诗人、画家。

## 生平
马湘兰是明末“秦淮八艷”之一。因她在家中排行第四，人称“四娘”。秉性靈秀，能詩善畫，尤善畫蘭。《歷代畫史匯傳》中評價她“蘭倣子固，竹法仲姬，俱能襲其韻”。豪爽俠義，常揮金以濟少年，與文士王稚登交誼甚篤。王稚登七十大壽時，馬湘蘭買船載歌妓數十人，前往蘇州為王祝壽，“宴飲累月，歌舞達旦”，歸後大病，死後葬在秦淮河畔白鷺洲公園裏碧峰寺，年57歲。